# Eldorado do Sul
Eldorado do Sul is een gemeente in de Braziliaanse deelstaat Rio Grande do Sul. De gemeente telt 33.668 inwoners (schatting 2009).